# Elettariopsis kerbyi
Elettariopsis kerbyi är en enhjärtbladig växtart som beskrevs av Rosemary Margaret Smith. Elettariopsis kerbyi ingår i släktet Elettariopsis och familjen Zingiberaceae. Inga underarter finns listade i Catalogue of Life.